# Xiva
Xiva oder Chiwa (auch Khiva, kyrillisch Хива, persisch خيوه, DMG Ḫīwa) ist eine Oasenstadt in Usbekistan mit zahlreichen Zeugnissen der Vergangenheit. Ichan Qalʼа, der historische Stadtkern von Xiva, wurde 1990 in das UNESCO-Welterbe aufgenommen.

## Geografie
Xiva liegt in der Viloyat Xorazm (auch Choresm und Choresmien genannt). Es ist eine kreisfreie Stadt und zudem Hauptstadt eines gleichnamigen Bezirkes. Xiva liegt zusammen mit der Stadt Urganch in der Oase Choresm. Die Stadt liegt westlich des Amudarja an der alten Seidenstraße. Das Klima ist ausgeprägt kontinental.
Die Stadt hat 89.500 Einwohner (Stand 1. Januar 2017).

## Geschichte
Geschichtlich kam der Stadt durch ihre Lage am Verbindungsweg zwischen Indien und Europa stets eine strategische Bedeutung zu. Im 6. Jahrhundert v. Chr. gegründet, wurde Xiva 712 n. Chr. im Laufe der islamischen Expansion von arabischen Streitkräften erobert, was zur Verbreitung des Islam führte.
Im 10. Jahrhundert war Xiva bereits eine bedeutende Handelsstadt in Choresm. Der arabische Reisende und Geograph al-Maqdisī, der das Land im gleichen Jahrhundert bereiste, schrieb: „Chiwa liegt am Rande der Wüste. Es ist eine große Stadt mit einer bedeutenden Freitagsmoschee“.
1220 eroberten die Heerscharen Dschingis Khans und 1388 diejenigen Timur Lenks die Stadt. Erst Anfang des 17. Jahrhunderts wurde die Stadt Xiva Hauptstadt des 1511 in Choresmien gegründeten Khanats Chiwa, des Nachfolgers des alten historischen Reiches Choresm.
Bei den häufigen Belagerungen wurden die Befestigungsanlagen der Stadt öfters zerstört. Letztmals geschah dies im Jahre 1740, als Chiwa vom persischen Schah Nadir erobert wurde und das Khanat für kurze Zeit Bestandteil des Perserreiches war.

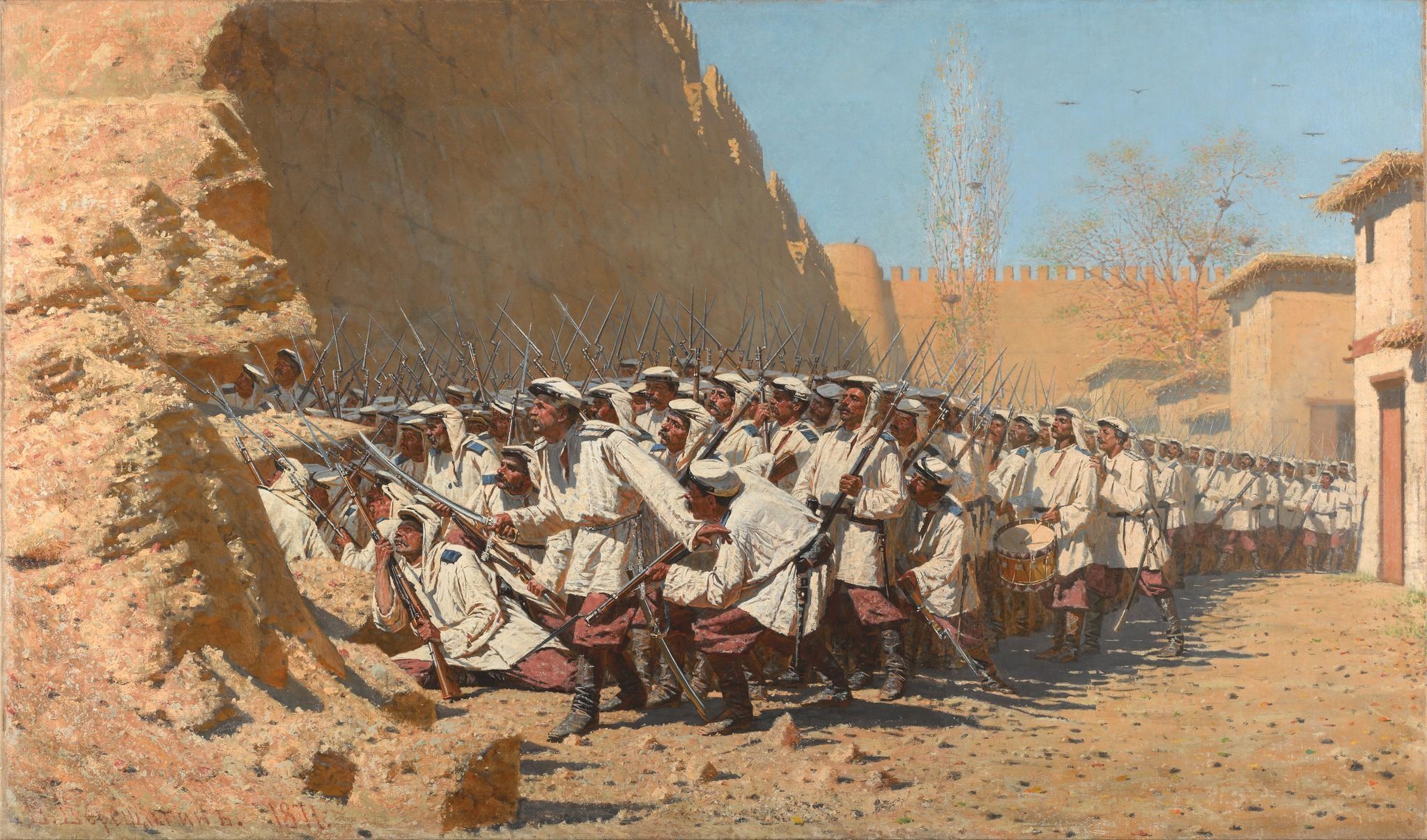
Angriff der Russen auf Xiva

Aufgrund der Entdeckung von Gold am Oxusufer in der Regierungszeit Peter I. von Russland (1682–1725) brach eine 4000 Mann starke bewaffnete Handelsexpedition in das Gebiet unter Führung von Prinz Alexander Bekowitsch-Tscherkasski auf. Als sie Xiva erreicht hatte, gewährte der Chan ihr in angeblich friedfertiger Absicht Einlass in die Stadt, lockte sie aber damit in einen Hinterhalt. Bis auf wenige Überlebende wurde die gesamte Expedition inklusive Prinz Bekowitsch-Tscherkasski vernichtet. Peter der Große, der in Kriege mit dem Osmanischen Reich und Schweden verwickelt war, unternahm nichts. Zu dieser Zeit war Xiva ein Zentrum des Sklavenhandels.
Ende des 17. Jahrhunderts begann auch deutsche Einwanderung in das Fürstentum. In Chiwa erinnert heute ein Museum an die örtlichen Deutschen.
Zar Paul I. von Russland unternahm ebenfalls einen Versuch, die Stadt zu erobern, scheiterte aber und musste sich zurückziehen. Zar Alexander I. ließ der Stadt Ruhe, die Zaren Alexander II. und Alexander III. unternahmen erneut verschiedene Eroberungsversuche.
Im Jahre 1873 wurde Chiwa schließlich von russischen Truppen eingenommen, und der Chan von Xiva erkannte die zaristische Oberhoheit an. Von 1920 bis 1925 war Xiva Hauptstadt der Volksrepublik Choresmien. Die Großoase Choresmien wurde hernach zwischen Usbekistan und Turkmenistan aufgeteilt. Anschließend war die Stadt Teil der Usbekischen Sozialistischen Sowjetrepublik innerhalb der Sowjetunion; seit 1991 gehört sie zum souveränen Staat Usbekistan. 1997 feierte Usbekistan das 2500-jährige Bestehen der Stadt Xiva.

## Wirtschaft
Die Stadt besitzt keramische und Textilindustrie (unter anderem Seidenweberei, Bekleidungs- und Teppichherstellung). Der Tourismus spielt eine erhebliche Rolle, insbesondere auch für das örtliche Handwerk (Keramik- und Fellmützenherstellung). Eine typische, klassische Teppichart ist der sogenannte „Chiwa“. Bedeutende kulinarische Produkte sind Xivaer Melonen und Maulbeermarmelade.

## Infrastruktur
Nach Xiva zweigt westlich des Bahnhofs von Urganch an der Bahnstrecke Makat–Farap eine im Herbst 2018 in Betrieb genommene Stichstrecke ab. Das neue Bahnhofsgebäude für den Personenverkehr wurde 2019 in Betrieb genommen.
Seit 1998 ist Xiva außerdem durch eine 36,3 km lange Überlandlinie des Oberleitungsbusses Urganch mit der Nachbarstadt und deren Flughafen verbunden.
Ein Kanalsystem sichert die Baumwollproduktion ab.

## Sehenswürdigkeiten
Sehenswert sind die zahlreichen Baudenkmäler aus der glanzvollen Vergangenheit der Stadt, besonders der Palast Tasch Hauli, ein Meisterwerk der choresmischen Architektur, die beeindruckende Festung Konya Ark und die Gedenkstätte Pahlawan Mahmud. Das Minarett Kalta Minor wurde 1852 errichtet und sollte einmal mit über 70 m das höchste der islamischen Welt werden, kam aber über die Höhe von 26 m nicht hinaus.
Seit 1967 ist Xiva Museumsstadt, seit 1990 steht die Altstadt Ichan Qalʼа unter Schutz der UNESCO und gehört damit zum Weltkulturerbe der Menschheit. Historische Bauwerke in der Altstadt und somit Teil des Welterbes sind:

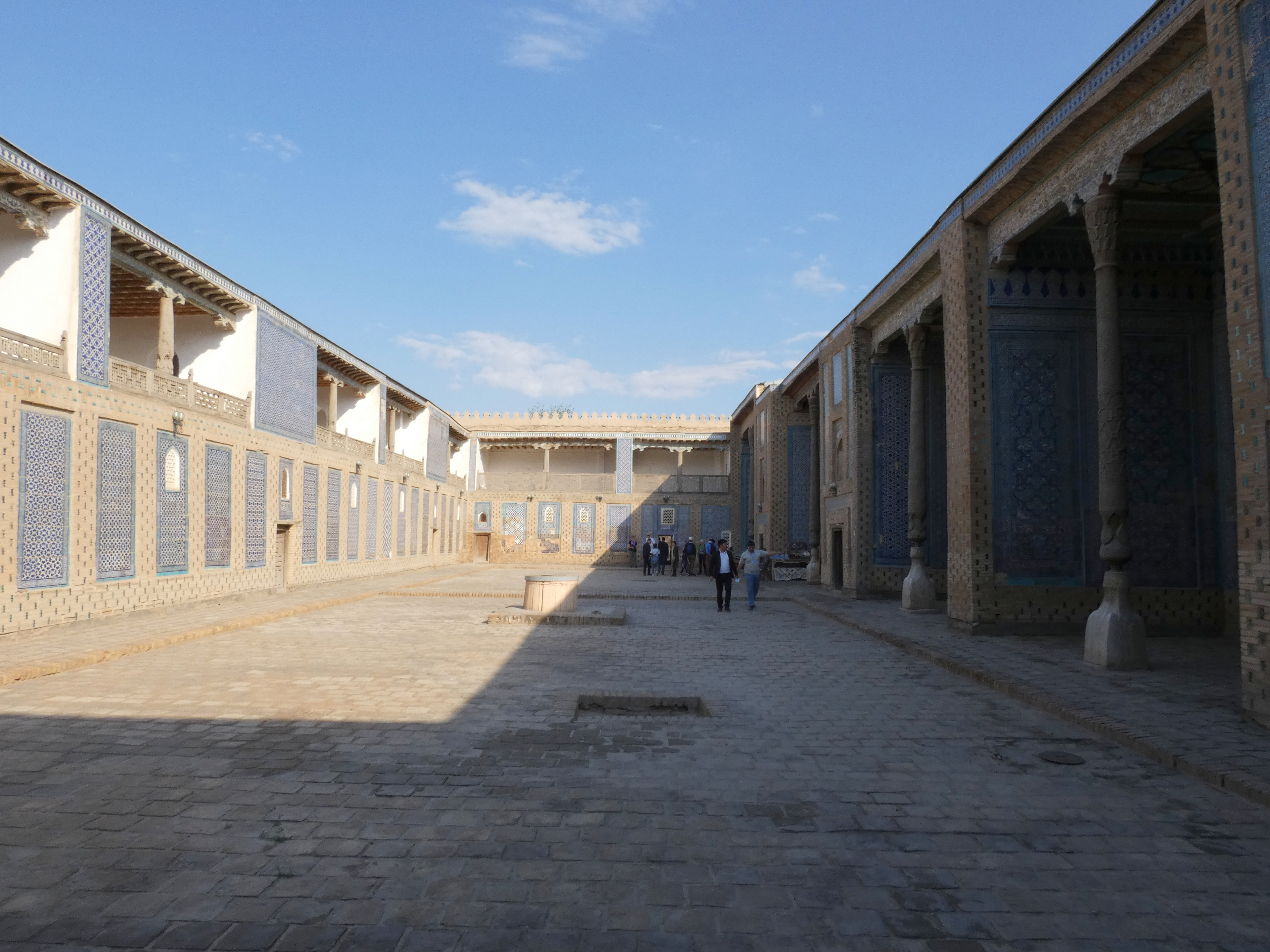
Der Haremshof in Tasch Hauli

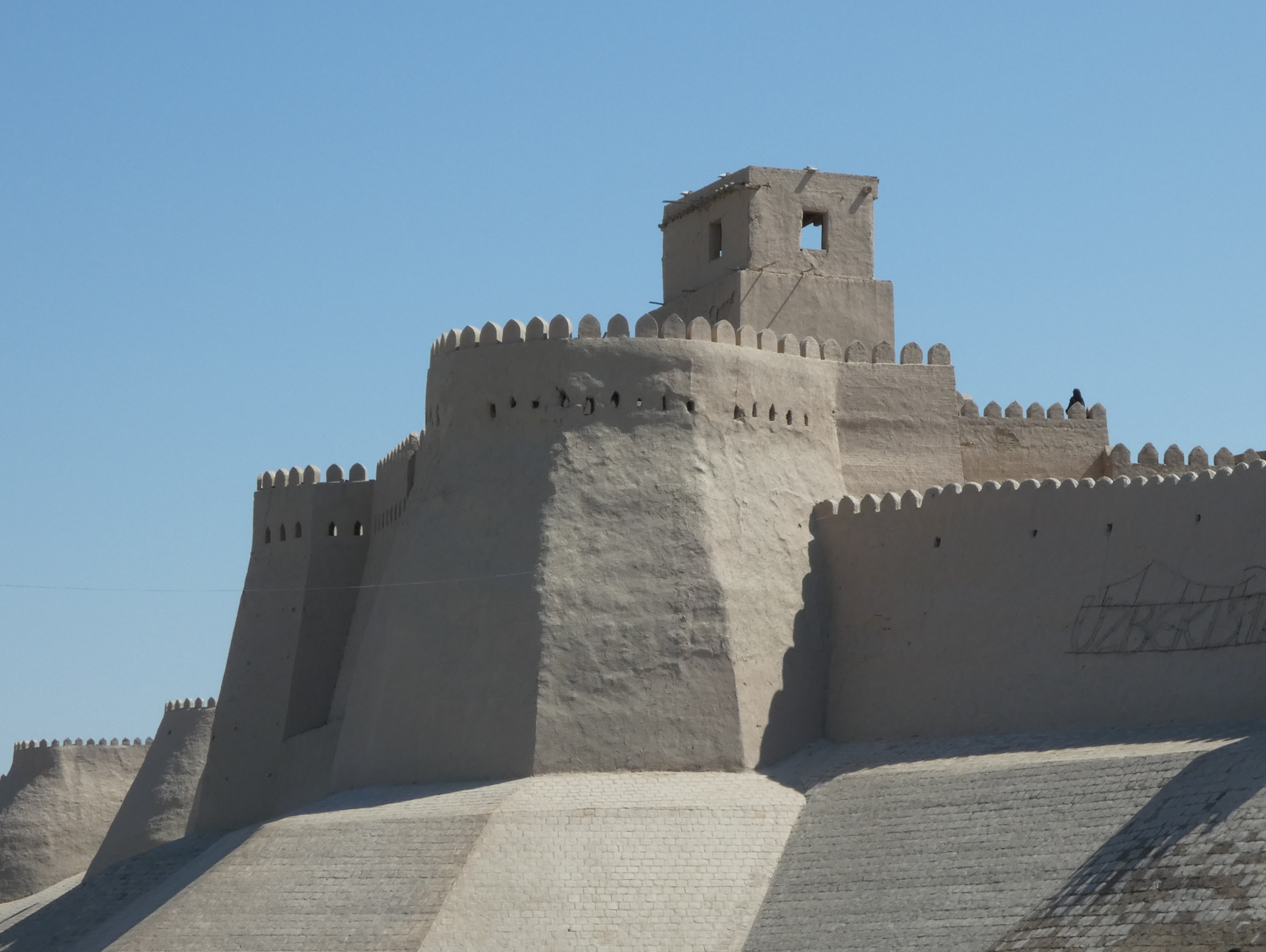
Die westlichen Außenmauern Konya Arks mit dem Turm Ak Scheich Bobo

- Stadtbefestigung Itchan-Kalas, die fast die gesamte Altstadt umschließende Stadtmauer und die vier Stadttore (im Osten Palvan-Darvaza (von 1221), im Westen Ata-Darvaza (von 1920), im Süden Tash-Darvaza und im Norden Bagha-Darvaza (beide 1830))
- Konya Ark, Zitadelle im Westen der Altstadt
- Tasch Hauli, Palast des Khans im Osten
- Gedenkstätte Pahlawan Mahmud mit dem Heiligengrab Pahlawan Mahmunds und der Nekropole der Khane von Chiwa
- Mausoleum Said Ala ad-Din
- Dschuma-Moschee, Freitags- oder Große Moschee im Zentrum
- Ak-Moschee, auch Weiße Mosche im Osten
- Kalta Minor, unvollendetes Minarett mit blauen Keramikfliesen
- Minarett der Dschuma-Moschee
- Minarett Islam Khodja
- verschiedene Medresen
  - Medrese Alla Kuli Khan
  - Medrese Churdshum
  - Medrese Islam Khodja
  - Medrese Kutlug Murad Inak
  - Medrese Muhammad Amin Khan
  - Medrese Muhammad Rahim Khan
- Komplex Said Scheliker Bei unmittelbar vor der Altstadt bestehend aus Moschee, Medrese und Minarett
- Badehaus Anush Khan neben der Ak-Moschee
- Tim, Händlerpassage (Basar) im Osten der Altstadt von 1832
- Kuli Khan Karawanserei (von 1832)

## Persönlichkeiten
- Muhammad ibn Musa al-Chwarizmi (um 780–zwischen 835 und 850), Mathematiker, Astronom und Geograph, auf den der Begriff Algorithmus zurückgeht.
- Abū 'r-Raiḥān Muḥammad ibn Aḥmad al-Bīrūnī (973–1048), Naturwissenschaftler, Geograph, Astronom, Historiker.
- Pahlawan Mahmud (1247–1326), Ringer, Dichter-Philosoph und Sufi-Lehrer, als Heiliger verehrt
- Said Muhammad Rahim II. († 1910), 1863 bis 1910 Khan von Chiwa
- Nasar Matschanow (1923–2010), sowjetischer Politiker
- Rustam Abdullayev (* 1947), Komponist, Pianist und Musikpädagoge